# Orlické Záhoří
Orlické Záhoří je obec, která se nachází v okrese Rychnov nad Kněžnou v Královéhradeckém kraji. Žije zde 205 obyvatel. Rozkládá se v Orlickozáhorské brázdě, na pravém břehu řeky Divoké Orlice, při státní hranici s Polskou republikou. Jak název napovídá, hlavní hřbet Orlických hor odděluje obec od vnitrozemí Čech. Orlickým Záhořím probíhá silnice II/311.

## Části obce
Obec se nečlení na místní části, respektive je celá úředně počítána jako část jediná. V jejím rámci se pak vyčleňuje 6 základních sídelních jednotek na 5 katastrálních územích:
- Bedřichovka (něm. Friedrichswald[4]; 0 domů, 0 obyvatel; k. ú. Bedřichovka, 1,85 km²)
- Černá Voda (něm. Schwarzwasser(3 d., 7 ob.; k. ú. Černá Voda u Orlického Záhoří, 7,92 km²)
- Jadrná (něm. Kerndorf[4]; 4 d., 10 ob.; k. ú. Jadrná, 4,13 km²)
- Kunštát (něm. Kronstadt(22 d., 188 ob.; k. ú. Kunštát u Orlického Záhoří, 9,71 km²)
- Trčkov (něm. Trtschkadorf(1 d., 2 ob.; k. ú. Trčkov, 5,53 km²)
- Zelenka (něm. Grünborn[4]; 1 d., 4 ob.; k. ú. Jadrná)

(data ze sčítání lidu 2001)

## Historie
První zpráva o místní části Kunštát pochází z Kladského urbáře z roku 1571, kde se uvádí polesí „oberhalb Neuweistritz, von der Hegerei Verlorenwasser anfangend, der Orlitz nach bis an die „alte wüste Stadt“, die man die Kronstadt nennt“. Další písemná zmínka o obci pochází z roku 1628. Nejstarším známým rychtářem (Gerichtsvogt) „Grundstadtu“ byl Michael Neugebauer, který zemřel před rokem 1630. Dalšími rychtáři byli 1651 Bartl Niederfier a 1663 Mertten Köller.
Název obce Orlické Záhoří vznikl v roce 1951 po sloučení obcí Kunštátu, Bedřichovky, Jadrné, Trčkova, Zelenky a Černé Vody.

### Povstání na Kunštátských horách 1628
Opočenské panství patřilo od druhé poloviny 16. století Trčkům z Lípy. Ti byli nekatolíky a podle jejich vzoru byli silně evangeličtí i téměř všichni poddaní jejich rozsáhlého panství. Za účelem rekatolizace byly po obnoveném zřízení zemském v každém kraji byla zřízeny po roce 1627 protireformační komise, pro hradecký kraj byli jejími členy opat strahovského premonstrátského kláštera Kašpar z Questenbergu a krajští hejtmané Otto z Oppersdorfu (na Častolovicích) za stav panský a za stav rytířský Jiří Ostrovský ze Skalky.
Komise byla hned přednostně vyslána na Opočensko, protože si hradecký arciděkan stěžoval, že Trčkové trpí na svém panství kacířské predikanty a tisícihlavá shromáždění kacířů. Stále ale trvala třicetiletá válka a Trčkové byli dosti dobře obeznámeni s poměry u státní administrativy, „mladý pán“ Adam Erdmann Trčka byl navíc významným valdštejnským generálem. Zkoušeli tedy, co si mohou dovolit. 26. ledna 1628 přečetl opočenský purkrabí dobrušským konšelům císařský mandát o přestupu ke katolické církvi, ale dobrušská obec Trčkovi přestup odmítla. 2. února přijela krajská protireformační komise a předvolala si na 3. až 5. února jednotlivé obce. Následující den však vesnice přišly najednou a se zbraněmi. Adam Erdmann sice proti nim vyjel s několika jezdci, aby komisi dokázal snahu, ale jednání bylo zmařeno. Sedláci na místě ztrestali několik odpůrců z vlastních řad - jednoho zabili, jednoho ztloukli a jeden utekl. Komise chtěla okamžitě pozvat vojsko, ale Adam Erdmann dohodl s Questenbergem náhradní termín na 8. února.
Už 7. února jednal Adam s horskými vsemi v Dobrušce a s krajskou komisí v Třebechovicích. Obce odmítly přestup a současně začaly organizovat odpor. Pro nesouhlas s povstáním byl ubit rychtář Jeroným z Nového Hrádku. Byla zřízena služba jízdních kurýrů mezi obcemi a z každé usedlosti se měl účastnit „vojenské služby“ jeden muž. Pro každý ze tří praporů bylo určeno „verbovací“ a „bojové“ teritorium a stanoven postup. Vzniklo i několik dalších samostatných oddílů. Povstání se navíc účastnilo více než 100 zběhlých mušketýrů, kteří dodali vojenské zkušenosti. Vysoko v „Kunštátských“ horách probíhal výcvik vojska. Počet aktivních povstalců nakonec dosáhl asi 4 tisíc.
Protireformační komise povolala 12. února obecní rychtáře a konšely na náchodský zámek, opět však přišli všichni poddaní a přestup ke katolické církvi odmítli. Také se zde odehrál první střet s vojskem, ve kterém byly zástupy poddaných rozehnány jízdou a 40 povstalců bylo uvězněno. Asi 50 mužů pod vedením jistého Roštlapila a krejčího z Kostelce vydrancovala Žalmanovu Lhotku. Následující den byli znovu předvoláni rychtáři a konšelé, ovšem ve dvě hodiny odpoledne se objevily houfy ozbrojených sedláků a náchodský zámek obklíčily. V téže době poslali povstalci shromáždění u Kunštátu dopis Kosteleckým, ve kterém jim vyhrožovali, aby nepřestupovali ke katolické víře. Jiný oddíl táhl od Žalmanovy Lhotky ke Kostelci a Častolovicím. 14. února byl mezi poddané poslán vyjednávat regent trčkovských panství Jindřich Kustoš z Lipky a ten přislíbil náboženskou svobodu, jen aby dav uklidnil. Sedláci v jeho souhlasu viděli tolik žádanou vstřícnost vrchnosti.
V této době se už zapojili poddaní z trčkovských panství Opočno, Náchod, Nové Město, Smiřice a Rychnov. Samotná jmenovaná města byla ale proti, k povstalcům se přidala pouze Dobruška a Třebechovice. Zajímavá je postava Václava Králíka z Brocné, byl to hejtman Lesliů na panství Nové Město nad Metují a tvrdě se zastával poddaných proti jejich přehnanému ždímání proti svému skotskému zaměstnavateli až do té míry, že hrozil odstoupením.
Poddaní projevili pozoruhodné organizační schopnosti a zřídili si paramilitární strukturu. Táhli prý pod korouhvemi s kalichy (možná však šlo o korouhve zabavené v kostelích). K organizátorům patřil i Pavel Špalkař, vysloužilý stavovský voják a dřevař z Kunštátských hor. Zorganizovány byly i sbírky peněz na nákup zbraní. 1. praporu velel hejtman sedlák Krystof (padl při dobývání Opočna), lajtnanty byl sedlák Jan Samek a Zoufal z Houdkovic, fendrychem krejčí z Jeníkovic. Dalšími veliteli byli Jan Kuncl z Rychnovka, Vlach z Dobrušky a zeman Zdeněk Straka z Nedabylic na Hoděčíně. Povstalci dobyli Opočno a zámek Skalku. Koncem února táhl zástup z Rychnovska na Třebechovicko, měšťané z Kostelce a Častolovic však povstalce u Lible přepadli a způsobili jim ztráty. 7. března povstalci dobyli zámek Nové Město nad Metují, zajali regenta Kustoše a ukořistili 5 tisíc dukátů. Vybuchl přitom střelný prach a zahynulo 150 lidí. Dalším cílem byl Náchod a Hradec Králové. Krajský hejtman Otto z Oppersdorfu ale mezitím uprchl do Hradce Králové a požádal místodržící o vojsko. To skutečně během týdne dorazilo do samého ohniska povstání, které v krátké době porazilo: 14. března 1628 dobyl plukovník Martin de Hoeff-Huerta Nové Město nad Metují a 15. března byly povstalecké oddíly poraženy Valdštejnovými vojáky u Hradce Králové. Na 500 povstalců bylo pobito a 600 zajato.

## Pamětihodnosti
- Linie lehkého a těžkého opevnění s pěchotními sruby R-S 90/I a R-S 90/II a dělostřeleckou pozorovatelnou R-S 91 budovaná v rámci systému československého opevnění na obranu před nacistickým Německem.

Orlické Záhoří leží v chráněné krajinné oblasti Orlické hory. Na území obce se nachází vícero maloplošných chráněných území:
- PR Bedřichovka
- PR Hraniční louka
- PR Komáří vrch
- NPR Trčkov
- PR Trčkovská louka
- PP U Kunštátské kaple
- PP Velká louka

## Galerie

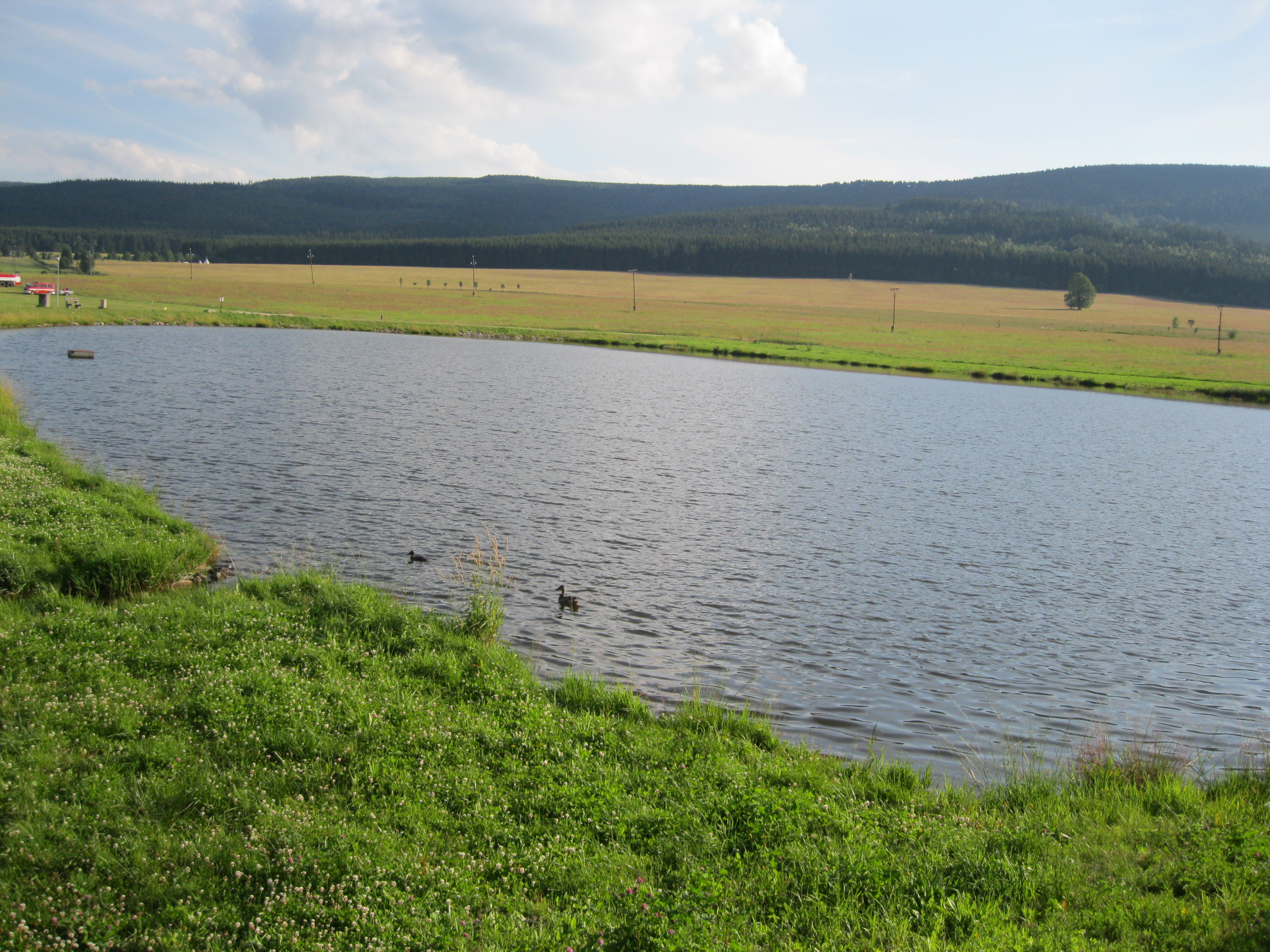
Vodní nádrž
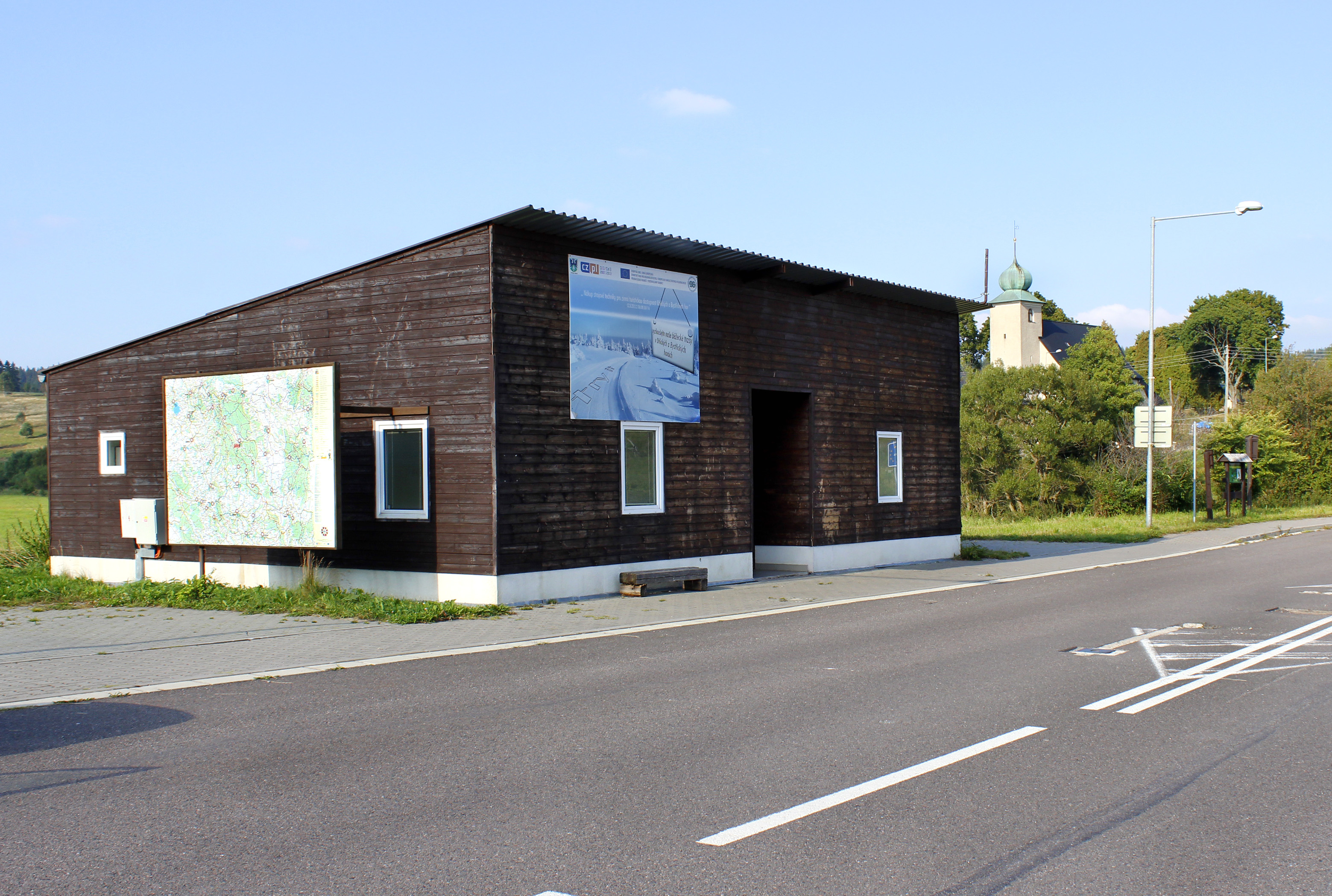
Bývalá celnice u hranice s Polskem
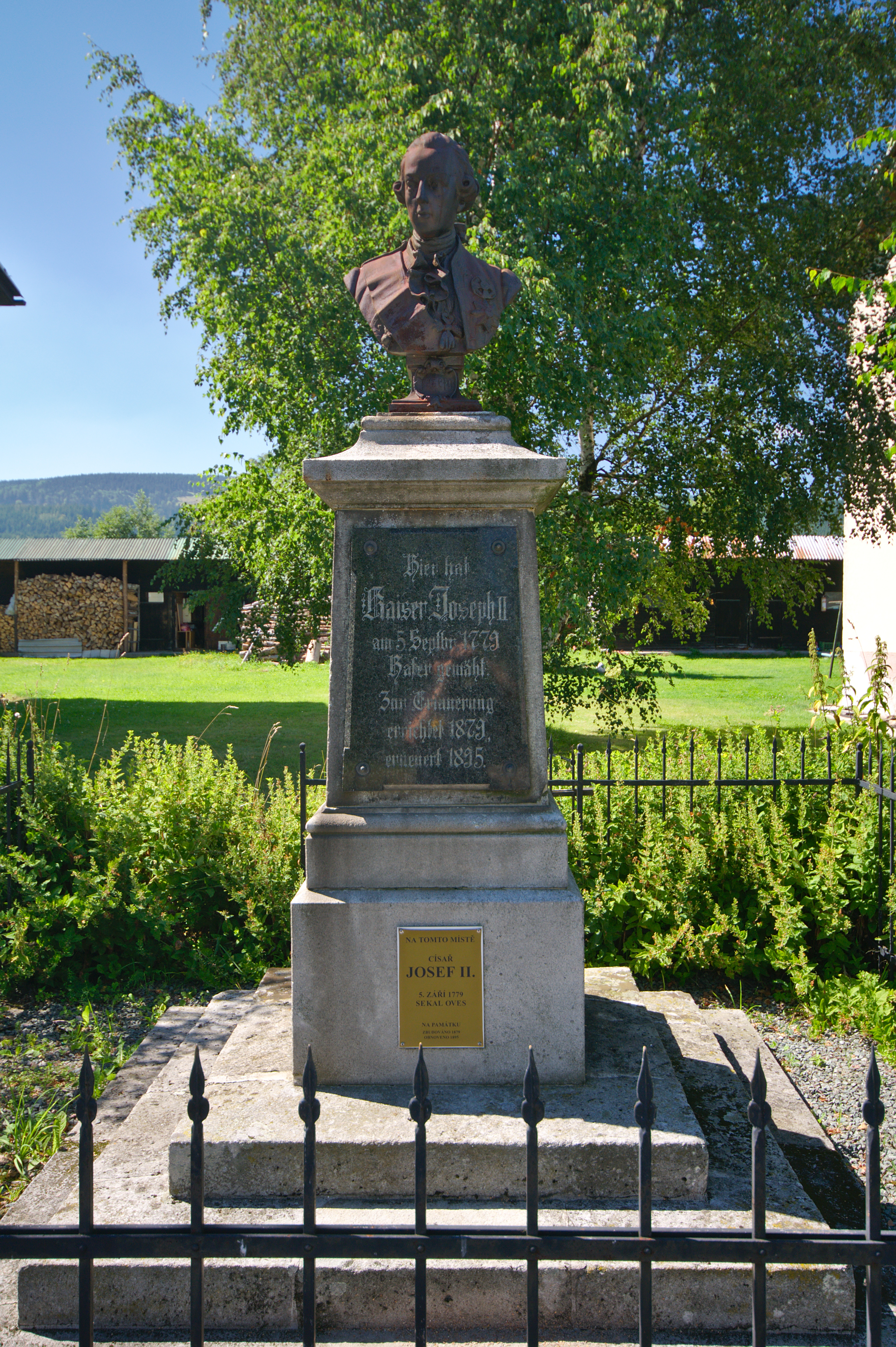
Busta císaře Josefa II
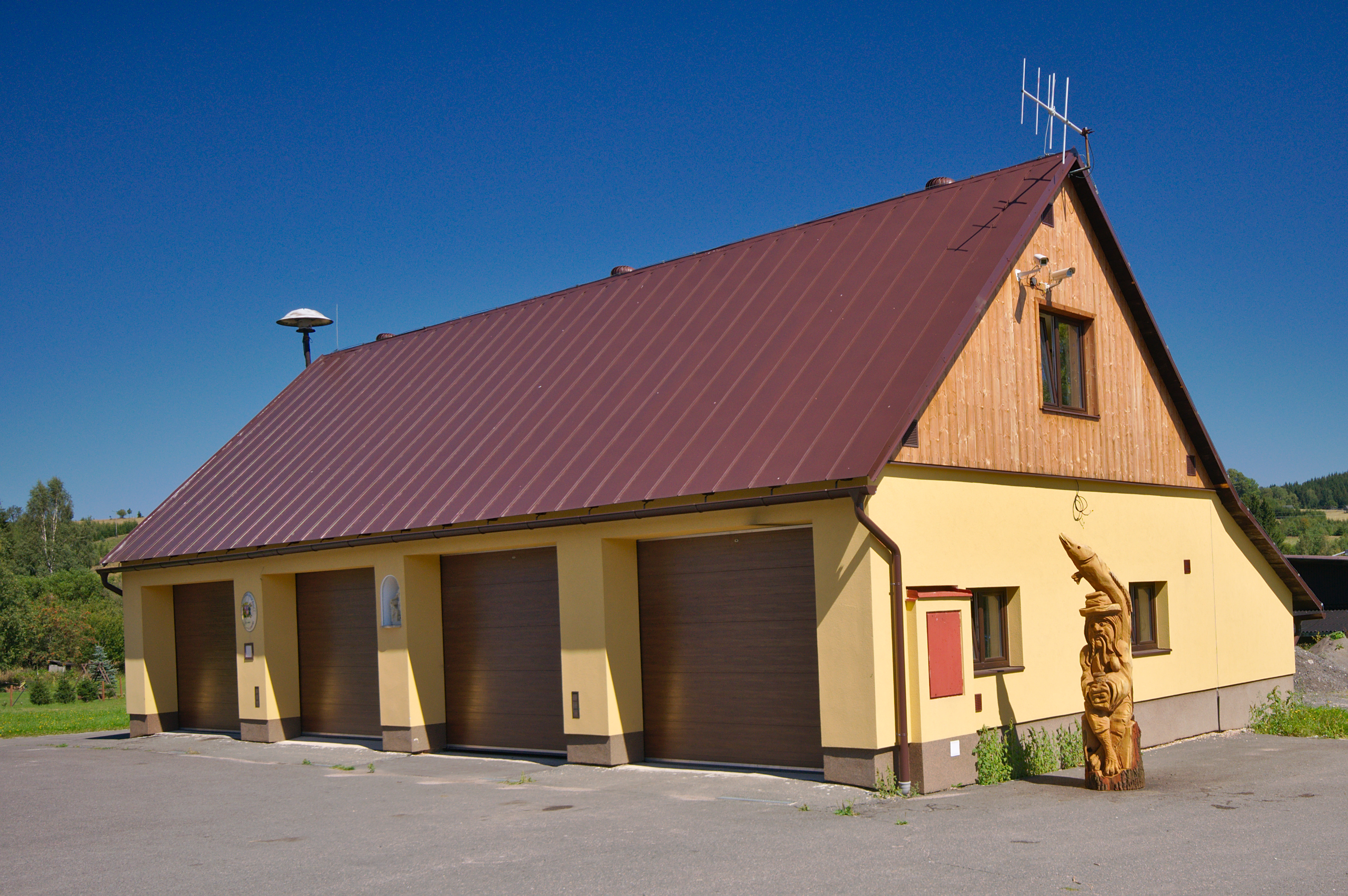
Hasičská zbrojnice
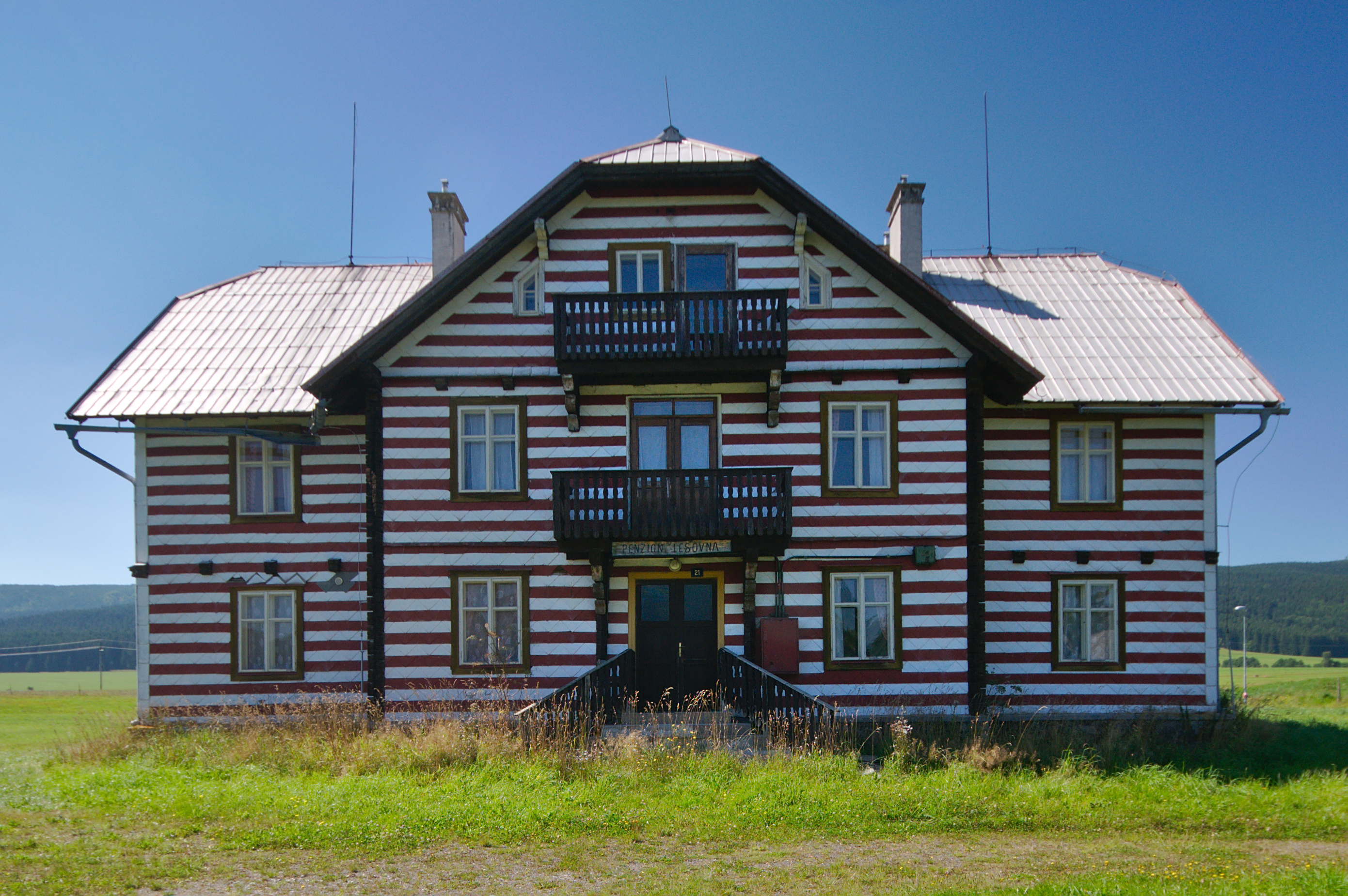
Penzion Lesovna
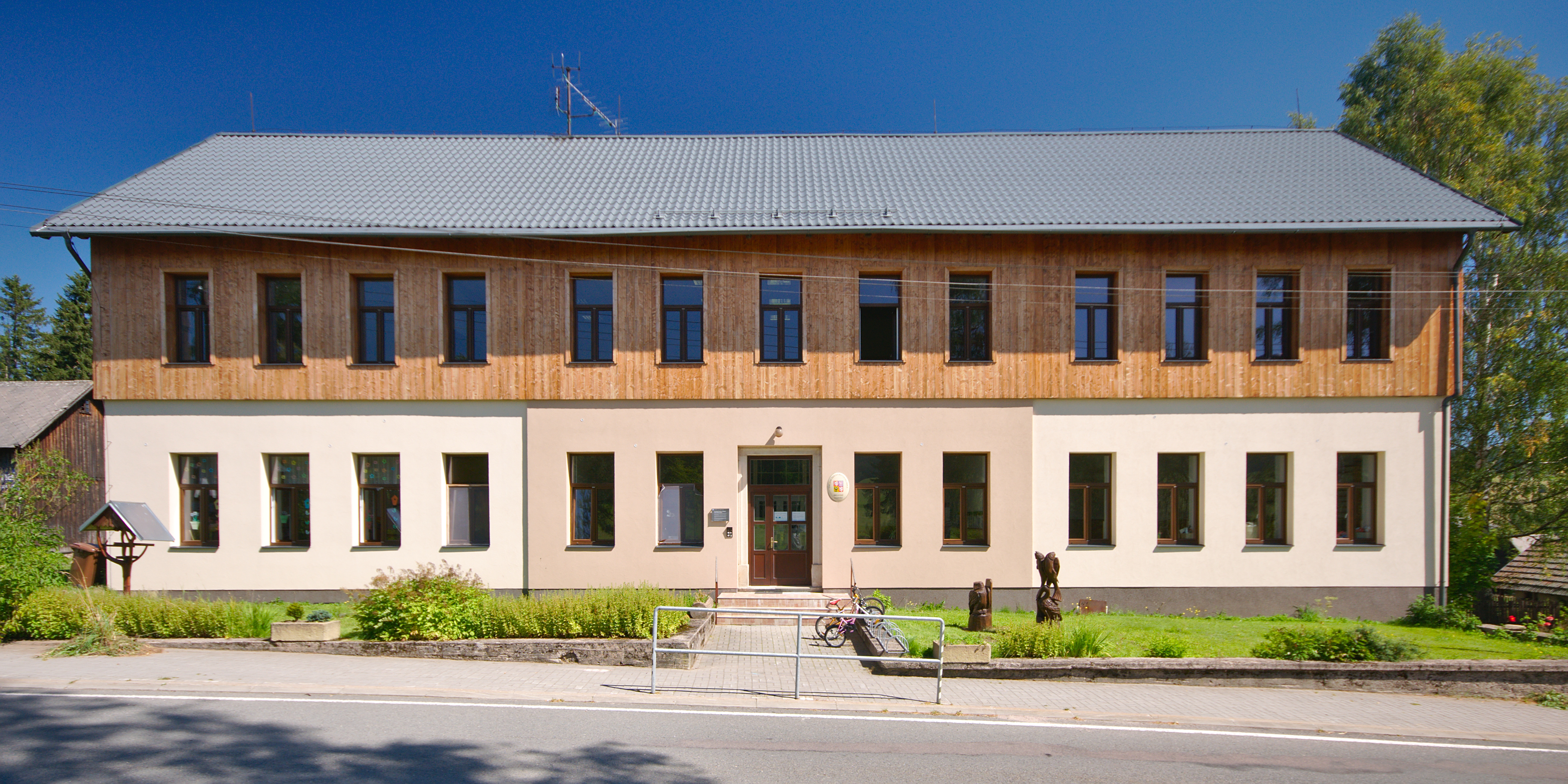
Základní a mateřská škola
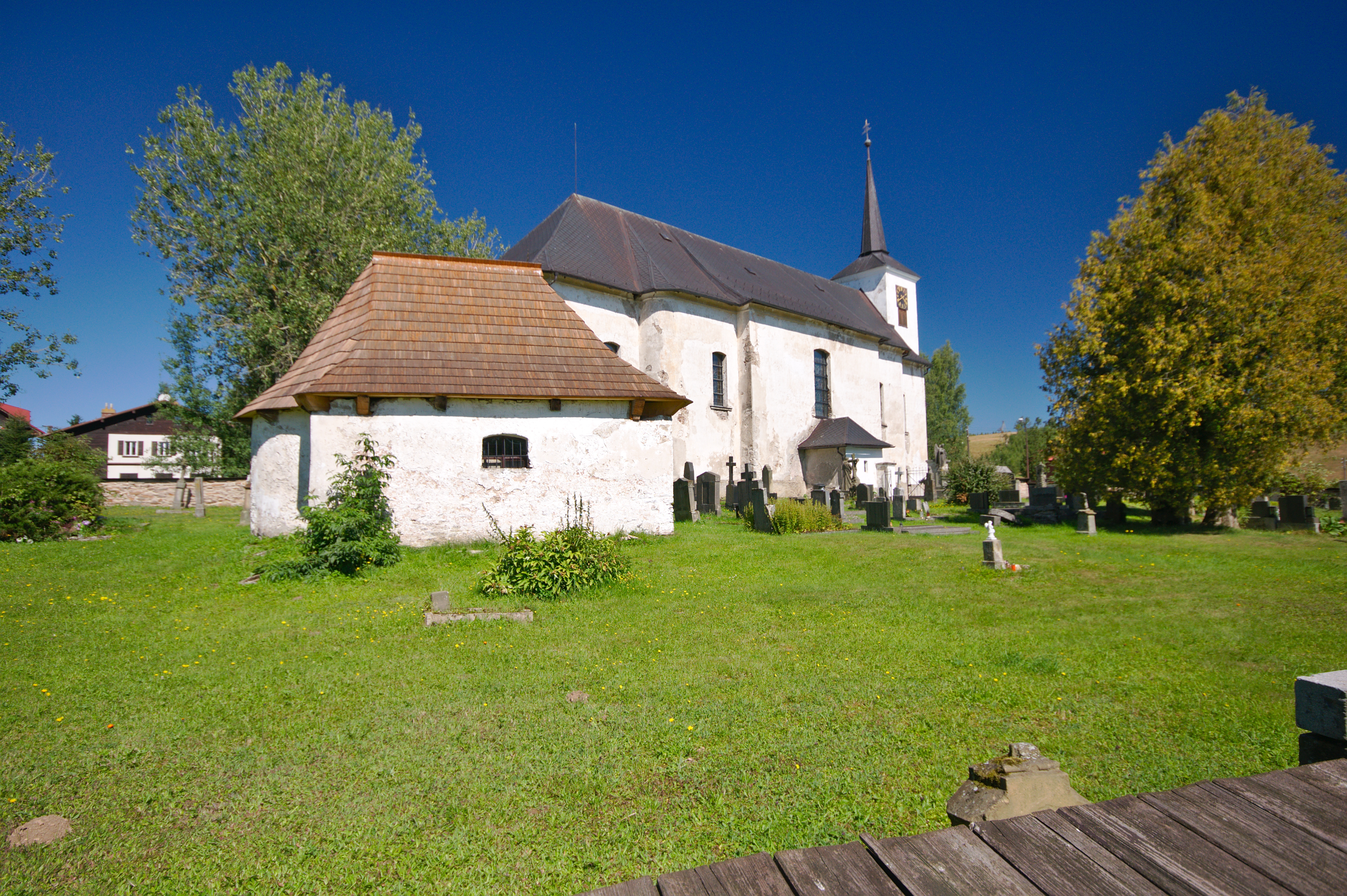
Kostel svatého Jana Křtitele
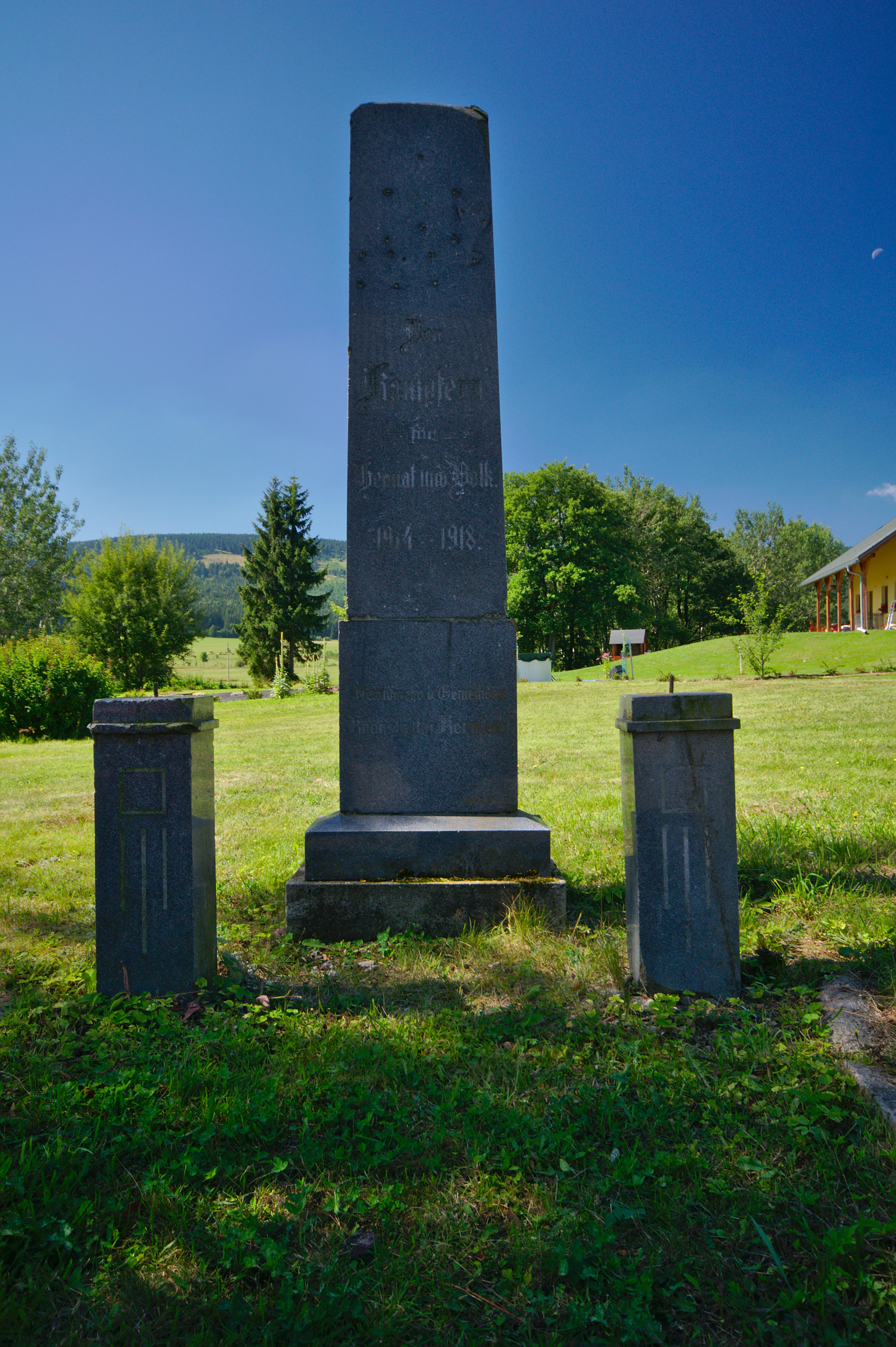
Památník obětem první světové války